# Liuwa Plain Nationalpark
Liuwa Plain Nationalpark er en 3.369 km2 stor nationalpark i Zambias vestprovins. "Liuwa" betyder "sletten" på det lokale Liuwa-sprog, en dialekt af Lozi-sproget, og sletterne tjente oprindeligt som jagtområde for Lubosi Lewanika, Lozi-folkets Litunga (konge eller overordnet høvding) . Området blev udpeget som et beskyttet område af Lubosi Lewanika i begyndelsen af 1880'erne, og som en nationalpark i 1972, da Zambias regering overtog forvaltningen. Nonprofit-bevaringsorganisationen African Parks har styret Liuwa i samarbejde med Department of National Parks and Wildlife og Barotse Royal Establishment siden 2003.
Parkens græssletter understøtter en række store pattedyr, herunder titusindvis af oksegnuer, hvis årlige migration er den  næststørste i Afrika. Store rovdyr som geparden, plettet hyæne og løve ses ofte. Den mest berømte var en hunløve ved navn Lady Liuwa, som var genstand for en National Geographic- dokumentar (The Last Lioness), før hun døde af naturlige årsager i 2017. Lady Liuwa var den eneste tilbageværende løve i området, efter mange års overdreven jagt, før African Parks overtog forvaltningen og introducerede yderligere løver for at opmuntre til genetablering af bestanden, hvor der i 2022 var 16 løver. Mere end 300 fuglearter er registreret i Liuwa, hvor der indtil for nylig har været begrænset turisme. Dyrepopulationerne  har, efter fald og lokal udryddelse i løbet af 1990'erne-2000'erne, siden stabiliseret sig.

## Historie
Inden nationalparken blev etableret, var området jagtområde for Lubosi Lewanika (1842-1916), som var Litunga (konge eller overordnede høvding) for Lozi-folket i Barotseland mellem 1878 og 1916. Lubosi Lewanika udpegede  i begyndelsen af 1880'erne Liuwa Plain som et beskyttet område.
Området blev udpeget til nationalpark  i 1972, og Zambias regering overtog forvaltningen. På trods af denne status førte skete der en stigning i krybskytteri i parken. African Parks har siden 2003 styret parken i samarbejde med Department of National Parks and Wildlife (DNPW) og Barotse Royal Establishment (BRE). Den lokale interesse for at bevare parken og dens dyreliv er angiveligt efterfølgende steget, efter forvaltningen blev forbedret, og områdets forbindelse til Litunga blev genoprettet.

## Turisme
Turismen til parken var længe  begrænset. Kun 50 turister besøgte Liuwa i 2000, og mindre end 800 mennesker, der angiveligt besøgte i 2014. African Parks og Norman Carr Safaris åbnede en luksus lodge og helikopterservice for at gøre parken mere tilgængelig for turister. Safarifirmaet arbejdede sammen med African Parks for at finansiere lodgen til en værdi af 1,6 millioner USD. I 2016 annoncerede Proflight planer for regelmæssige flyvninger mellem Lusaka og Kalabo, hvilket yderligere forbedrede adgangen til parken.

## Flora og fauna
Liuwa-sletten ligger på Barotse flodsletten og er afgrænset af Luambimba-floden mod nord og Luanginga-floden mod syd. Parken består hovedsageligt af en græsslette, der måler cirka 72 x 32 km, med spredte  raffiapalmer og skovland. Registrerede græsarter omfatter Echinochloa stagnina og Vossia cuspidata, som er vigtige for græssende planteædere, såvel som Baikiaea plurijuga Guibourtia coleosperma, Peltophorum africanum, Terminalia sericea og forskellige typer Hyphaene . 

### Pattedyr
Liuwa er hjemsted for en række pattedyr, herunder bøfler, elsdyrantilope, blisbuk, hvidstrubet gazelle, rød lechwe, rørbuk, rønantilope og vandrende oksegnuer,  som samler sig i titusinder. Liuwas gnuvandring er den næststørste i Afrika.
Rovdyr omfatter gepard, leopard, løve, hyænehund og plettet hyæne.